# Lloyd Herbert Hughes
Lloyd Herbert Hughes (Alexandria, 12 luglio 1921 – Câmpina, 1º agosto 1943) è stato un militare e aviatore statunitense, decorato con la Medal of Honor alla memoria nel corso della seconda guerra mondiale.

## Biografia

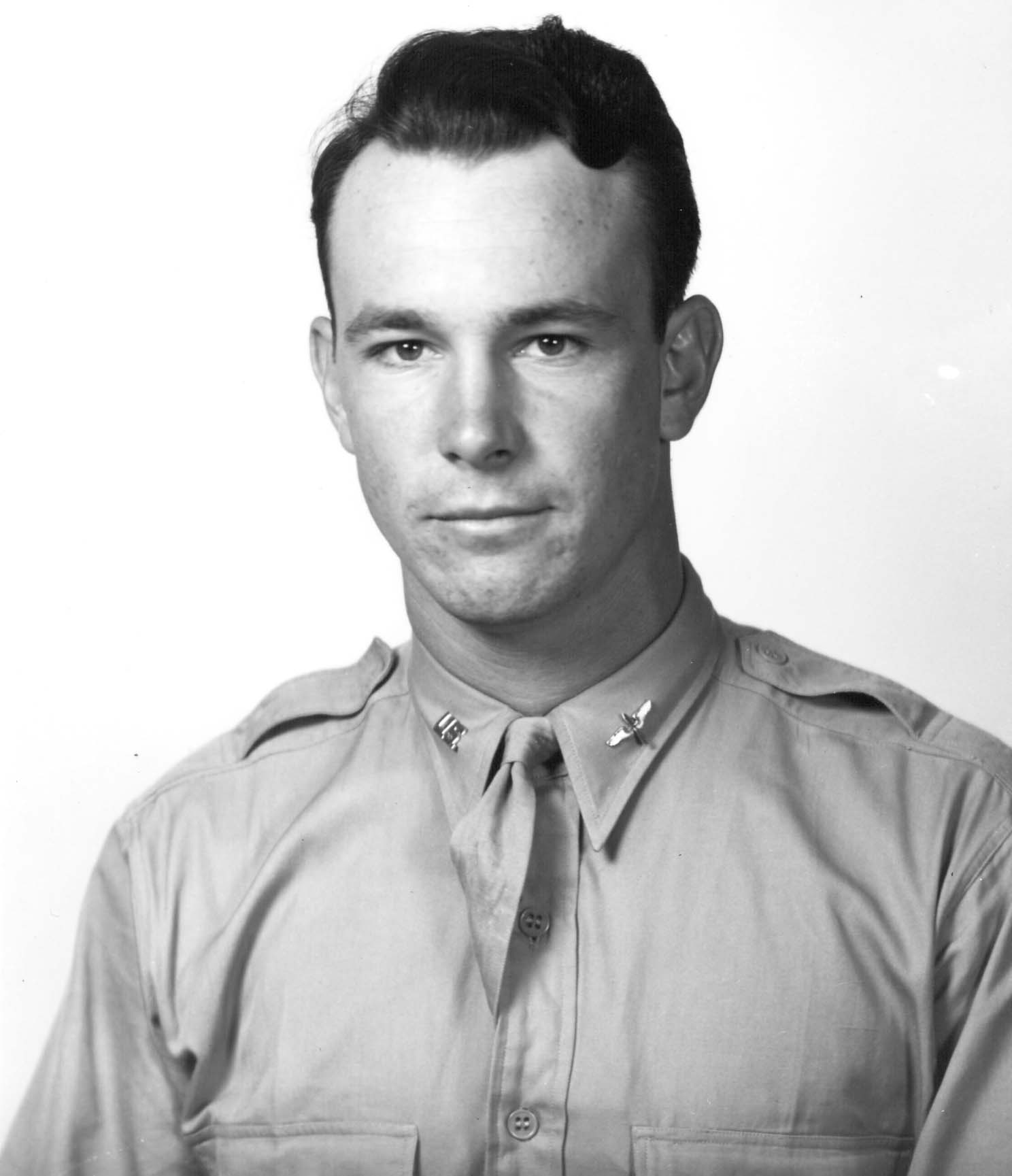
Il sottotenente pilota Lloyd Herbert Hughes.

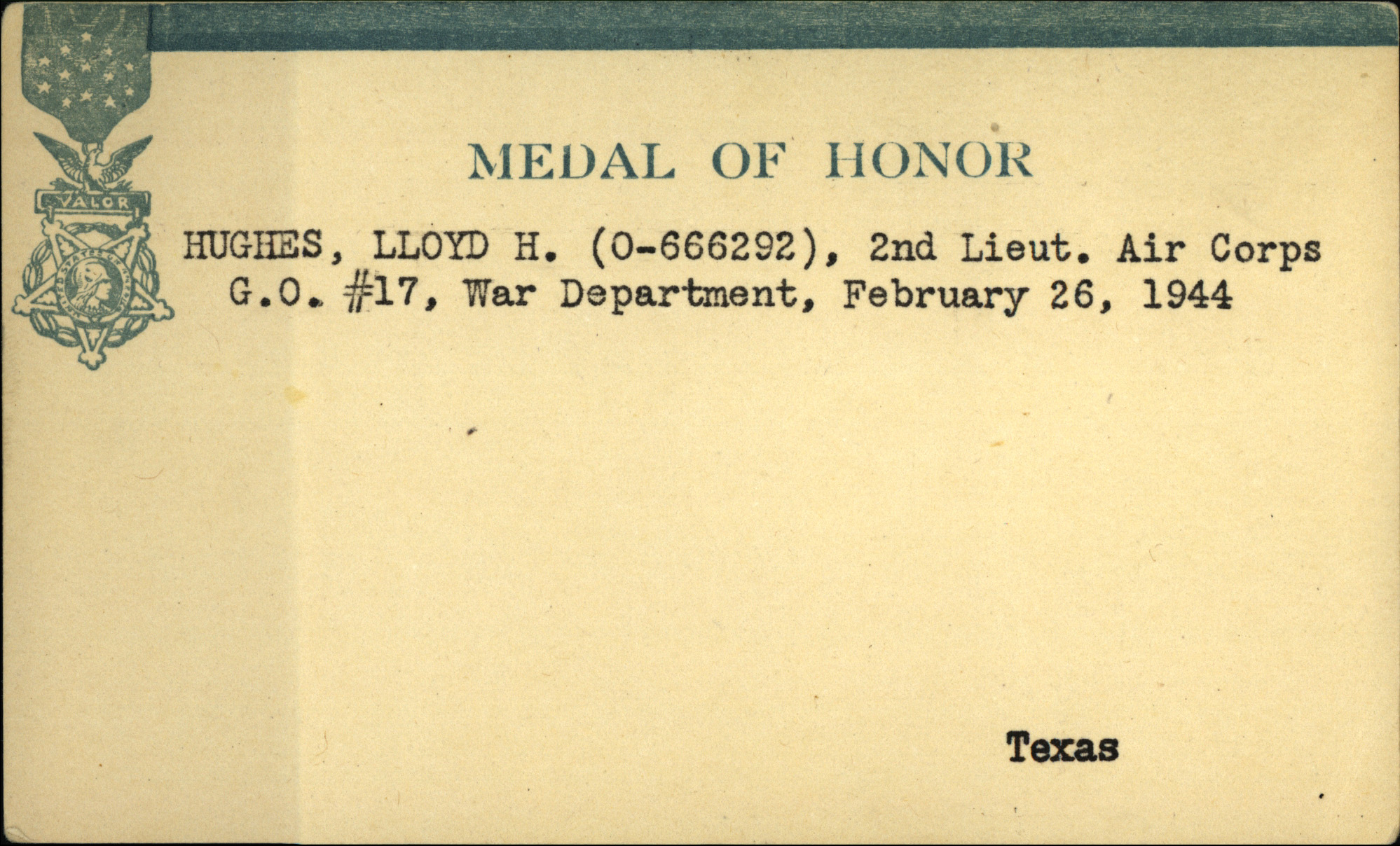
La Medal of Honor di Lloyd Herbert Hughes, 26 febbraio 1944.

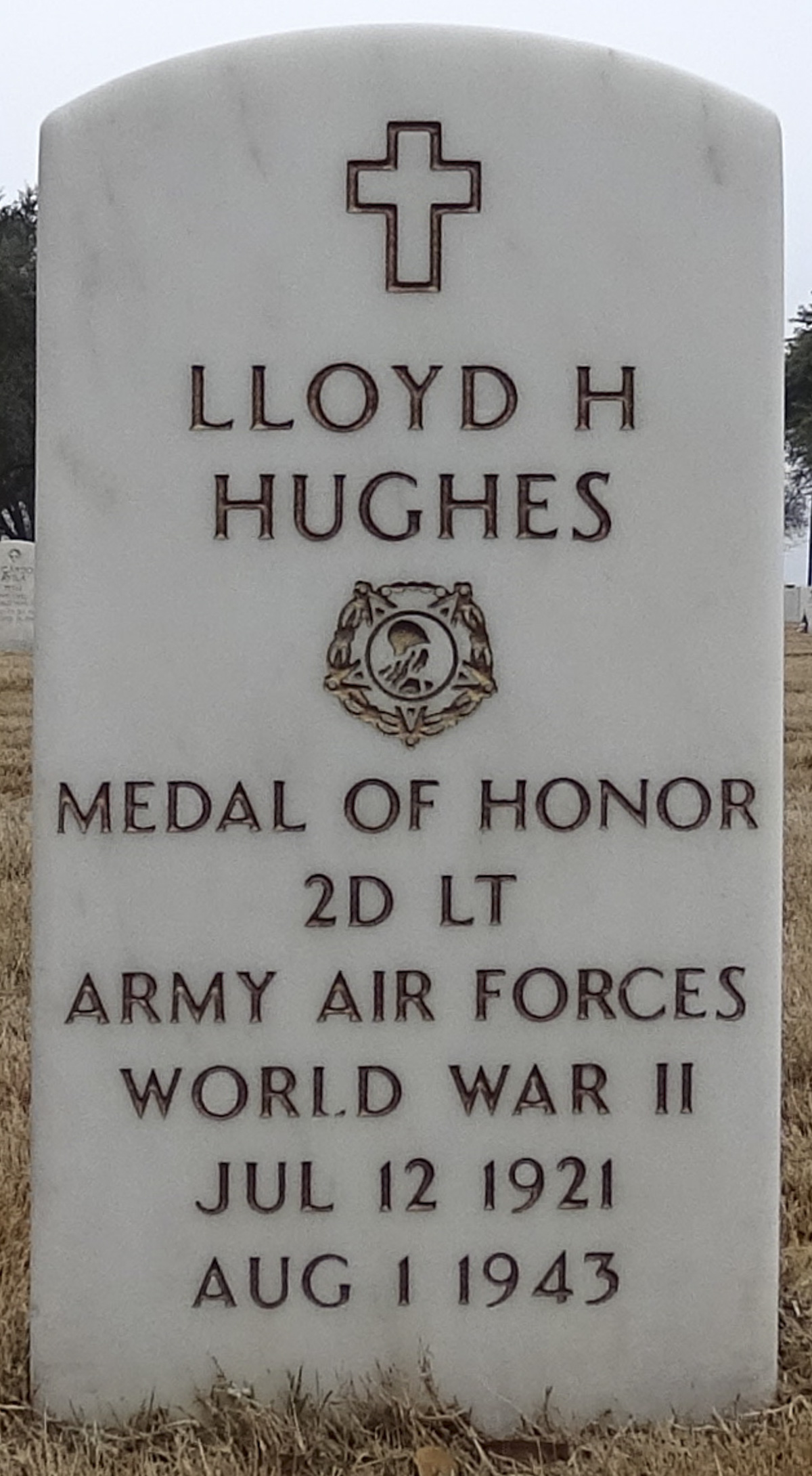
La tomba di Lloyd Herbert Hughes.

Nacque a Alexandria, in Louisiana, il 12 febbraio 1921, unico figlio di Lloyd Herbert sr. e Mildred Mae Rainey. I genitori divorziarono poco dopo la sua nascita, e la madre trovò lavoro come direttrice dell'ufficio postale a Onalaska, nella contea di Polk, in Texas, nel novembre del 1923. Nel 1924 sua madre sposò John Raymond Jordan. Tra il 1927 e il 1931 la famiglia Jordan visse a Oak Hurst, nella contea di San Jacinto, Huntsville, Josserand e Refugio, in Texas.
Si diplomò presso la Refugio High School di Refugio nel 1939 e frequentò il Corpus Christi Junior College a Corpus Christi e poi studiò ingegneria petrolifera alla Texas A&M University a College Station.  Poche settimane dopo l'attacco a Pearl Harbor lasciò l'università e si arruolò nell'US Army. Entrò nel servizio militare a San Antonio il 28 gennaio 1942 (all'età di 20 anni) e fu nominato cadetto dell'aviazione quello stesso giorno. L'8 novembre 1942 sposò la signorina Hazel Dean Ewing.
Dopo aver frequentato la scuola di volo a Tulsa e a Enid, in Oklahoma, conseguì il brevetto di pilota a Lubbock il 10 novembre 1942. Fu assegnato al 564th Bombing Squadron, 389th Bombardment Group, Ninth Air Force, e nel giugno 1943 andò a Bengasi, in Nord Africa e partecipò a quattro missioni di bombardamento, una sulla Grecia e tre sull'Italia.
Il 1 agosto 1943 prese parte all'Operazione Tidal Wave, quando 179 bombardieri pesanti Consolidated B-24 Liberator decollarono da Bengasi, Libia, per una missione di andata e ritorno di 18 ore e 2.400 miglia al fine di distruggere la più grande delle raffinerie di petrolio a Ploiești, 30 miglia a nord di Bucarest, in Romania.
Il suo B-24, insieme ad altri velivoli, doveva bombardare la raffineria Steaua Romana di Câmpina, a nord di quelle di Ploiești. Quando il velivolo arrivò nell'area del bersaglio, le difese nemiche erano già state allertate. L'aereo si avvicinò al bersaglio a una quota pianificata, ma pericolosamente bassa, attraverso un intenso e preciso fuoco antiaereo e a palloni di sbarramento fittamente disposti. Diversi colpi della contraerea, sia di grosso che di piccolo calibro, danneggiarono gravemente il suo B-24D "Ole Kickapoo"  e causarono perdite di benzina avio dai serbatoi nel vano bombe e dall'ala sinistra. La perdita era così grave da accecare la visuale del suo mitragliere ventrale. Avrebbe potuto tentare un atterraggio di fortuna con il suo aereo danneggiato in uno dei campi di grano circostanti prima di raggiungere l'area bersaglio, dove erano in fiamme i serbatoi di petrolio e le attrezzature della raffineria. Le fiamme si estendevano ben oltre la quota di bombardamento della formazione. Consapevole delle conseguenze di entrare nell'area bersaglio con il suo aereo che perdeva benzina in due punti, scelse comunque di proseguire. Volò contro il muro di fuoco a circa 9,1 metri dal suolo e sganciò il suo carico di bombe con precisione.
Emerse dall'incendio con l'ala sinistra del bombardiere incendiata e tentò di allontanarsi dall'area, cercando di salvare il suo aereo e l'equipaggio. Riuscì a ridurre la velocità dell'aereo da 225 a 100 miglia orarie e sembrava che l'aereo potesse effettuare un atterraggio di emergenza sul letto del fiume Prahova, quando improvvisamente l'ala sinistra si staccò e l'aereo precipitò al suolo. Dei dieci uomini a bordo del B-24, lui e altri cinque persero la vita, due morirono per le ferite riportate entro pochi giorni e i due sopravvissuti allo schianto divennero prigionieri di guerra. Secondo la TSHA, il suo corpo fu inizialmente sepolto in Romania, ma nel 1950 fu riportato negli Stati Uniti d'America e sepolto nuovamente con tutti gli onori militari nel cimitero nazionale di Fort Sam Houston a San Antonio. Il 26 febbraio 1944 fu insignito della Medal of Honor  che fu consegnata dal tenente generale Barton Kyle Yount al Kelly Field di San Antonio a sua moglie Hazel il 18 aprile dello stesso anno.
Cinque uomini che parteciparono all'Operazione Tidal Wave furono insigniti della Medal of Honor: il tenente colonnello Addison Baker, il maggiore John Jerstad, il tenente Lloyd Herbert Hughes, il colonnello Leon William Johnson e il colonnello John Riley Kane.